# Тень (театр)
«Тень» (государственное бюджетное учреждение культуры города Москвы "Московский театр «Тень») — театр теней, кукол и синтетического жанра, основанный в 1988 году в Москве.
Директор театра — Майя Краснопольская. Художественный руководитель театра — Илья Эпельбаум (скончался от последствий инфицирования COVID-19 18 октября 2020 года).
Театр неоднократно удостаивался высшей театральной премии Золотая маска (1996, 1997, 1999, 2001, 2002, 2010, 2013, 2015), а также был лауреатом международных театральных фестивалей.

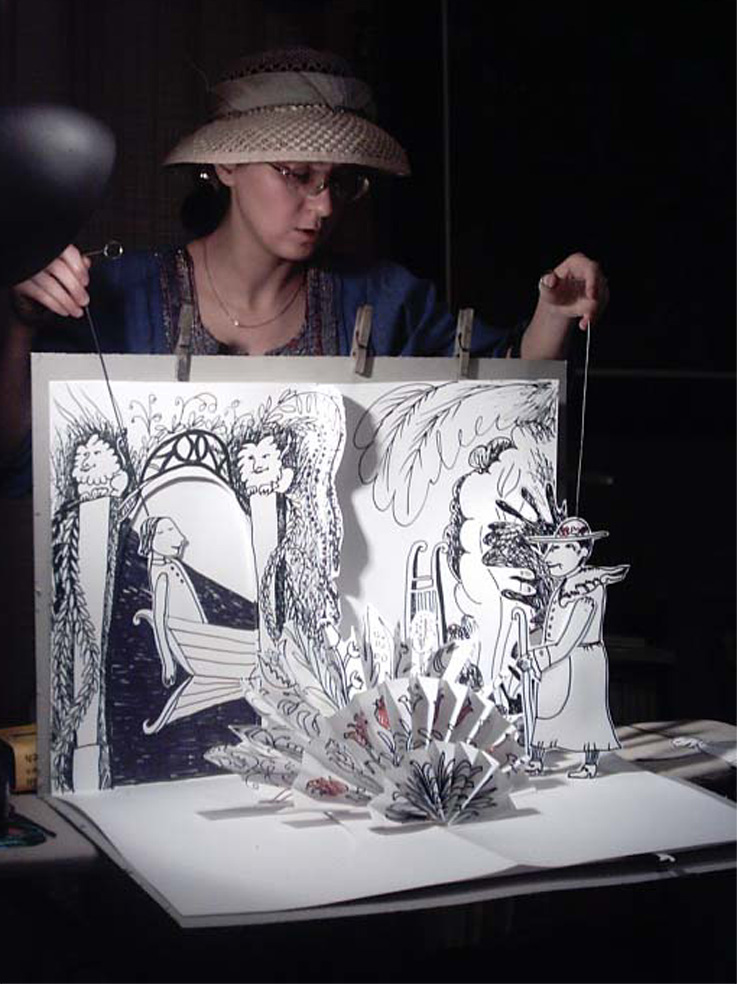
Paper theatre

## История театра ТЕНЬ
Официальная дата основания театра — 1988 год. Именно в этом году его руководители Майя Краснопольская и Илья Эпельбаум открыли двери для публики своим первым спектаклем. История театра началась с теневого спектакля «Волшебная дудочка», который с успехом шел в России и за рубежом. В то же время у театра появилось помещение по адресу ул. Октябрьская д.5, где театр и находится до сих пор.
Майя Краснопольская окончила Московское музыкальное училище им. Гнесиных по специальности «актер театра кукол». Илья Эпельбаум окончил Московское Высшее художественно-промышленное училище им. С. Г. Строганова, факультет промышленного дизайна.
Вместе они открыли первый в России частный семейный театр, который вскоре стал московским муниципальным. Театр «Тень» работает в разных жанрах, каждый следующий спектакль не похож на предыдущий. Здесь можно увидеть теневые, кукольные, драматические, музыкальные спектакли и синтез всех этих жанров. В постановках широко используются разнообразные театральные и околотеатральные техники, видеопроекция, анимация и пр. Одним из излюбленных приёмов является мистификация. Театр любит экспериментировать и придумывать собственный театральный язык. Например, один из уникальный проектов руководителей театра представляет собой гастроли театра, из маленькой и далекой страны (проект Большого Королевского Академического Народного Лиликанского театра, а также Лиликанский Музей Театральных Идей.
В настоящее время театр «Тень» имеет славу одного из самых ярких театров в России, признание профессионалов и критики, а также десять национальных премий «Золотая маска».

## Деятельность и Проекты театра
Гастроли Большого Королевского Академического Народного Лиликанского театра. Наибольшую популярность получил проект «Гастроли Большого Королевского Академического Народного Лиликанского театра в России». Запутанная история этого проекта гласит, что в театр «Тень» на гастроли приехал удивительный народ лиликан (средний рост лиликнина — 6 сантиметров) и показывает московской публике свои классические спектакли:
- «Два дерева…»
- «Эпос о лиликане»
- «Смерть Полифема» (где в лиликанском балете танцует Николай Цискаридзе[2])

- Лиликанский Музей Театральных Идей

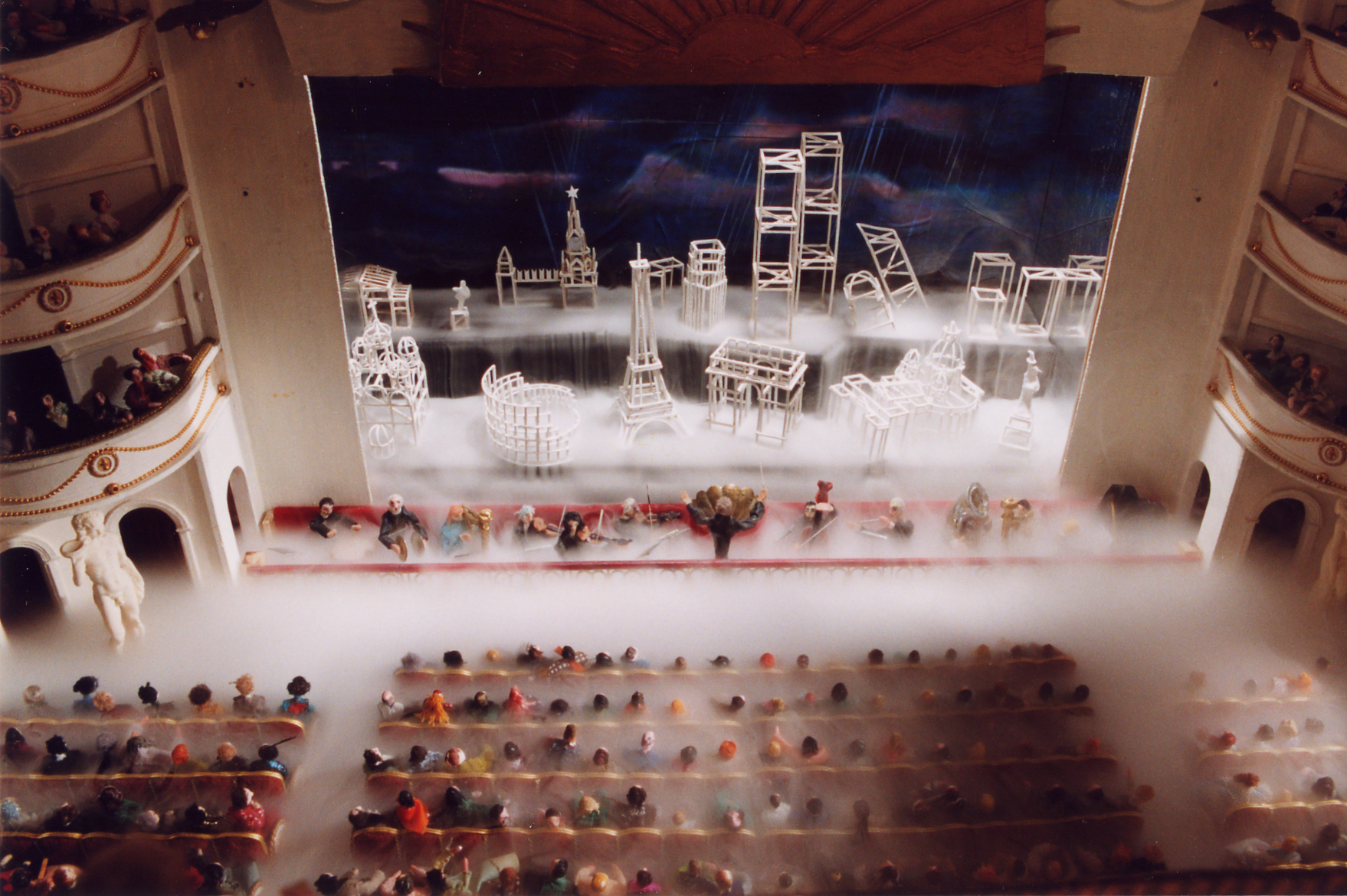
Tonino Guerra, Rain after the flood

Также в лиликанском театре есть постановки, созданные в сотрудничестве с московскими деятелями культуры. В рамках проекта Лиликанский Музей Театральных Идей в Лиликанском театре поставили свои спектакли:
- Анатолий Васильев («Мизантроп»)
- Тонино Гуэрра («Дождь после потопа»)
Свои идеи для Лиликанского театра также предложили Петр Фоменко, Александр Бакши, Сергей Юрский, Константин Райкин, Евгений Гришковец, Роберт Стуруа, Михаил Левитин.

Скорая театральная помощь
В 2013 году премию «Золотая маска» театр «ТЕНЬ» получил за проект «Скорая театральная помощь». Мобильная театральная площадка, установленная внутри микроавтобуса доставляет спектакли на дом.
Кукольное кабаре «КукКафе У.Шекспира» работает в театре «Тень» с 2014 года. Во время спектакля зрители могут выбирать какие именно пьесы Шекспира они хотят посмотреть сегодня. (Золотая Маска за лучший спектакль в театре кукол 2015 г.)

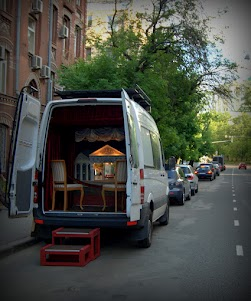
Theatre TEN

## Спектакли театра
- Волшебная дудочка
- Тень отца (Гамлет)
- Парус'
- Сказка без названия
- Легенда о Тем-Лине
- Балет бумажных теней
- Домашний театр
- Иоланта
- Орфей 2006
- Концерт превращений
- Щелкунчик
- Апокалипсис
- Красные шапочки
- Лебединое озеро. Опера[3]
- Лиликанский музей театральных идей (Проект)
- Гастроли Большого Лиликанского Королевского Академического Народного театра драмы, оперы и балета в России (Проект)
- Два дерева…
- Эпос о лиликане
- Скорая театральная помощь

## НАГРАДЫ
- Золотая маска 1997 Архивная копия от 2 апреля 2015 на Wayback Machine
- Золотая маска 1999
- Золотая маска 2001
- Золотая маска 2002 Архивная копия от 9 июля 2016 на Wayback Machine
- Золотая маска 2005
- Золотая маска 2010 Архивная копия от 9 июля 2016 на Wayback Machine
- Золотая маска 2013 Архивная копия от 9 июля 2016 на Wayback Machine
- Золотая маска 2015